# Сергейчикова, Сильвия Александровна
Си́львия Алекса́ндровна Серге́йчикова (род. 2 ноября 1939, Курск, РСФСР, ныне Россия) — советская украинская актриса и кинорежиссёр. Заслуженная артистка Украинской ССР (1977).

## Биография
В 1960 году окончила актёрский факультет ВГИКа (мастерская Бориса Бибикова).

В 1977 году окончила режиссёрский факультет ЛГИТМиКа.

В 1960—1966 годах — актриса Киевского театра имени Леси Украинки.

С 1960 года — в штате Киевской киностудии имени А. Довженко.

## Избранная фильмография

### Актриса
- 1960 — Самолёт уходит в 9 — Любка
- 1962 — Сейм выходит из берегов — Софийка
- 1966 — Два года над пропастью — Мария Груздова
- 1969 — Та самая ночь — Ирина
- 1969 — Где 042? — санинструктор
- 1970 — Путь к сердцу — Ханка
- 1970 — Семья Коцюбинских — Розалия Винниченко
- 1973 — Чёрный капитан — Жугина, подпольщица
- 1973 — Будни уголовного розыска — Мария Георгиевна
- 1973—1976 — Дума о Ковпаке — Галина Очерет
- 1977 — Бирюк
- 1981 — Заключённые 2-й авеню (телефильм) — Мейдж
- 1981 — Житие святых сестёр — Феофила

### Режиссёр
- 1979 — Киевские встречи (телефильм, новелла «В последние дни лета»)
- 1981 — Житие святых сестёр
- 1988 — Брат, найди брата!

## Награды
- 1977 — Заслуженная артистка Украинской ССР